# آلفا-متیل‌تریپتامین
α-متیل‌تریپتامین (به انگلیسی: alpha-Methyltryptamine) (به صورت مخفف αMT, AMT) یک روانگردان، محرک و داروی Empathogen از دسته تریپتامین‌ها است. این ماده در اصل به عنوان داروی ضد افسردگی توسط Upjohn در دهه ۱۹۶۰ ساخته شد و قبل از توقف عرضه آن به بازار، از آن به عنوان ضدافسردگی در روسیه با نام تجاری Indopan استفاده می‌شد.